# 新篠津村
新篠津村（しんしのつむら）は、北海道石狩振興局管内北部にある村。

## 概要

### 地名の由来
「シノツ」はアイヌ語のシンノツ（山の崎）、あるいはシノット（河の集まる豊かなところ）に由来すると考えられている。
篠津屯田兵村（現在の江別市篠津）から分村して独立する際、地元から提出された新村の名称は「東篠津村」であったが、道庁の意向で新篠津村に変更された。
なお、しのつ湖の北側に位置する宍粟（しそう）の地名起源は1894年に兵庫県の旧宍粟郡の住民らが開墾団として入植したことによる。

## 地理

### 位置
石狩振興局管内北東部に位置。また、同管内では唯一の村であり、人口規模も最小である。
東部は石狩川に接し、対岸に岩見沢市北村地域がある。村域の全ては石狩平野の中にあり、村面積のほとんどは水田となっている。

### 地形

#### 河川
- 石狩川
- 篠津川
- 篠津運河

#### 湖沼
- 袋達布沼（通称：しのつ湖）※石狩川から分離した三日月湖

### 気候
特別豪雪地帯。
| 新篠津（1991年 - 2020年）の気候    | 新篠津（1991年 - 2020年）の気候 | 新篠津（1991年 - 2020年）の気候 | 新篠津（1991年 - 2020年）の気候 | 新篠津（1991年 - 2020年）の気候 | 新篠津（1991年 - 2020年）の気候 | 新篠津（1991年 - 2020年）の気候 | 新篠津（1991年 - 2020年）の気候 | 新篠津（1991年 - 2020年）の気候 | 新篠津（1991年 - 2020年）の気候 | 新篠津（1991年 - 2020年）の気候 | 新篠津（1991年 - 2020年）の気候 | 新篠津（1991年 - 2020年）の気候 | 新篠津（1991年 - 2020年）の気候 |
| 月                                 | 1月                             | 2月                             | 3月                             | 4月                             | 5月                             | 6月                             | 7月                             | 8月                             | 9月                             | 10月                            | 11月                            | 12月                            | 年                              |
| ---------------------------------- | ------------------------------- | ------------------------------- | ------------------------------- | ------------------------------- | ------------------------------- | ------------------------------- | ------------------------------- | ------------------------------- | ------------------------------- | ------------------------------- | ------------------------------- | ------------------------------- | ------------------------------- |
| 最高気温記録 °C （°F）             | 6.7 (44.1)                      | 9.7 (49.5)                      | 14.2 (57.6)                     | 25.6 (78.1)                     | 32.1 (89.8)                     | 32.2 (90)                       | 35.4 (95.7)                     | 35.5 (95.9)                     | 32.4 (90.3)                     | 25.5 (77.9)                     | 19.6 (67.3)                     | 13.8 (56.8)                     | 35.5 (95.9)                     |
| 平均最高気温 °C （°F）             | −2.3 (27.9)                     | −1.2 (29.8)                     | 2.8 (37)                        | 10.3 (50.5)                     | 17.0 (62.6)                     | 21.0 (69.8)                     | 24.6 (76.3)                     | 25.7 (78.3)                     | 22.2 (72)                       | 15.5 (59.9)                     | 7.4 (45.3)                      | 0.1 (32.2)                      | 11.9 (53.4)                     |
| 日平均気温 °C （°F）               | −6.1 (21)                       | −5.4 (22.3)                     | −1.2 (29.8)                     | 5.4 (41.7)                      | 11.5 (52.7)                     | 15.8 (60.4)                     | 19.7 (67.5)                     | 20.8 (69.4)                     | 16.9 (62.4)                     | 10.4 (50.7)                     | 3.4 (38.1)                      | −3.3 (26.1)                     | 7.3 (45.1)                      |
| 平均最低気温 °C （°F）             | −11.3 (11.7)                    | −10.9 (12.4)                    | −5.9 (21.4)                     | 0.7 (33.3)                      | 6.7 (44.1)                      | 11.9 (53.4)                     | 16.2 (61.2)                     | 17.1 (62.8)                     | 12.3 (54.1)                     | 5.5 (41.9)                      | −0.5 (31.1)                     | −7.6 (18.3)                     | 2.8 (37)                        |
| 最低気温記録 °C （°F）             | −26.8 (−16.2)                   | −27.0 (−16.6)                   | −21.9 (−7.4)                    | −11.6 (11.1)                    | −1.0 (30.2)                     | 3.2 (37.8)                      | 8.0 (46.4)                      | 9.0 (48.2)                      | 2.5 (36.5)                      | −2.8 (27)                       | −14.9 (5.2)                     | −26.0 (−14.8)                   | −27.0 (−16.6)                   |
| 降水量 mm （inch）                 | 107.0 (4.213)                   | 76.7 (3.02)                     | 49.7 (1.957)                    | 45.4 (1.787)                    | 73.2 (2.882)                    | 65.1 (2.563)                    | 109.8 (4.323)                   | 143.4 (5.646)                   | 131.1 (5.161)                   | 106.4 (4.189)                   | 111.6 (4.394)                   | 128.3 (5.051)                   | 1,147.6 (45.181)                |
| 降雪量 cm （inch）                 | 236 (92.9)                      | 177 (69.7)                      | 109 (42.9)                      | 14 (5.5)                        | 0 (0)                           | 0 (0)                           | 0 (0)                           | 0 (0)                           | 0 (0)                           | 0 (0)                           | 71 (28)                         | 231 (90.9)                      | 820 (322.8)                     |
| 平均降水日数 （≥1.0 mm）           | 19.4                            | 16.4                            | 13.1                            | 9.9                             | 10.0                            | 8.8                             | 9.6                             | 10.3                            | 11.2                            | 14.5                            | 17.9                            | 21.4                            | 162.5                           |
| 平均月間日照時間                   | 59.2                            | 83.2                            | 137.5                           | 178.9                           | 196.8                           | 177.1                           | 157.9                           | 161.4                           | 166.3                           | 135.3                           | 78.3                            | 46.9                            | 1,578.6                         |
| 出典1：Japan Meteorological Agency |                                 |                                 |                                 |                                 |                                 |                                 |                                 |                                 |                                 |                                 |                                 |                                 |                                 |
| 出典2：気象庁                      |                                 |                                 |                                 |                                 |                                 |                                 |                                 |                                 |                                 |                                 |                                 |                                 |                                 |

### 人口
| |                                          |  |
| 新篠津村と全国の年齢別人口分布（2005年） | 新篠津村の年齢・男女別人口分布（2005年） |  |
| ■紫色 ― 新篠津村 ■緑色 ― 日本全国 | ■青色 ― 男性 ■赤色 ― 女性                |  |
| 新篠津村（に相当する地域）の人口の推移 \| 1970年（昭和45年） \| 4,818人 \| \| \| 1975年（昭和50年） \| 4,216人 \| \| \| 1980年（昭和55年） \| 4,144人 \| \| \| 1985年（昭和60年） \| 4,074人 \| \| \| 1990年（平成2年） \| 3,811人 \| \| \| 1995年（平成7年） \| 3,994人 \| \| \| 2000年（平成12年） \| 3,940人 \| \| \| 2005年（平成17年） \| 3,737人 \| \| \| 2010年（平成22年） \| 3,519人 \| \| \| 2015年（平成27年） \| 3,329人 \| \| \| 2020年（令和2年） \| 3,044人 \| \| |                                          |  |
| 総務省統計局 国勢調査より |                                          |  |
| 1970年（昭和45年） | 4,818人                                  |  |
| 1975年（昭和50年） | 4,216人                                  |  |
| 1980年（昭和55年） | 4,144人                                  |  |
| 1985年（昭和60年） | 4,074人                                  |  |
| 1990年（平成2年） | 3,811人                                  |  |
| 1995年（平成7年） | 3,994人                                  |  |
| 2000年（平成12年） | 3,940人                                  |  |
| 2005年（平成17年） | 3,737人                                  |  |
| 2010年（平成22年） | 3,519人                                  |  |
| 2015年（平成27年） | 3,329人                                  |  |
| 2020年（令和2年） | 3,044人                                  |  |

### 隣接自治体
石狩振興局
- 江別市
- 石狩郡：当別町

空知総合振興局
- 岩見沢市
- 樺戸郡：月形町

## 歴史

### 近代
明治時代
- 1896年（明治29年） - 石狩郡篠津村（現江別市篠津）から分村し、石狩郡新篠津村となる。

大正時代
- 1915年（大正4年） - 二級町村制を施行する。

### 現代
平成時代
- 2005年（平成17年） - 厚田郡厚田村と浜益郡浜益村が石狩市に編入され、石狩振興局唯一の村となる。
- 2009年（平成21年） - しのつ公園キャンプ場オープン。
- 2010年（平成22年）11月3日 -  道の駅しんしのつオープン。

## 政治

### 行政

#### 村長
歴代村長
特記なき場合『村勢要覧資料編』による。
| 代                 | 氏名               | 就任               | 退任               | 備考               |
| 新篠津村長（官選） | 新篠津村長（官選） | 新篠津村長（官選） | 新篠津村長（官選） | 新篠津村長（官選） |
| ------------------ | ------------------ | ------------------ | ------------------ | ------------------ |
| 1                  | 吉田文治郎         | 1915年4月          | 1917年6月          |                    |
| 2                  | 後藤弥次郎         | 1917年6月          | 1918年12月         |                    |
| 3                  | 中村章             | 1918年12月         | 1922年7月          |                    |
| 4                  | 出倉清世           | 1922年7月          | 1923年8月          |                    |
| 5                  | 堤市太郎           | 1923年8月          | 1928年10月         |                    |
| 6                  | 横山五郎           | 1928年10月         | 1930年12月         |                    |
| 7                  | 野村忠三郎         | 1930年12月         | 1934年5月          |                    |
| 8                  | 星野毅             | 1934年5月          | 1936年1月          |                    |
| 9                  | 石丸弥栄           | 1936年1月          | 1939年12月         |                    |
| 10                 | 串田静夫           | 1939年12月         | 1945年6月          |                    |
| 11                 | 菅原重雄           | 1945年6月          | 1946年10月         |                    |
|                    | 佐藤茂             | 1946年10月         | 1947年1月          | 職務管掌           |
|                    | 横山権太郎         | 1947年1月          | 1947年4月          | 臨時代理           |
| 新篠津村長（公選） |                    |                    |                    |                    |
| 12                 | 野村忠三郎         | 1947年4月          | 1969年7月          |                    |
| 13                 | 北口永作           | 1969年7月          | 1973年6月          |                    |
| 14                 | 川口谷聡           | 1973年7月          | 1977年6月          |                    |
| 15                 | 加賀谷強           | 1977年7月          | 2005年7月          |                    |
| 16                 | 東出輝一           | 2005年7月          | 2017年7月          |                    |
| 17                 | 石塚隆             | 2017年7月          | 現職               |                    |

#### 市町村合併
隣接する江別市と、2008年度（平成20年度）の合併を目指して協議が行われていたが、農業政策の不一致などを理由に2008年（平成20年）7月10日をもって合併協議が打ち切られた。

## 施設

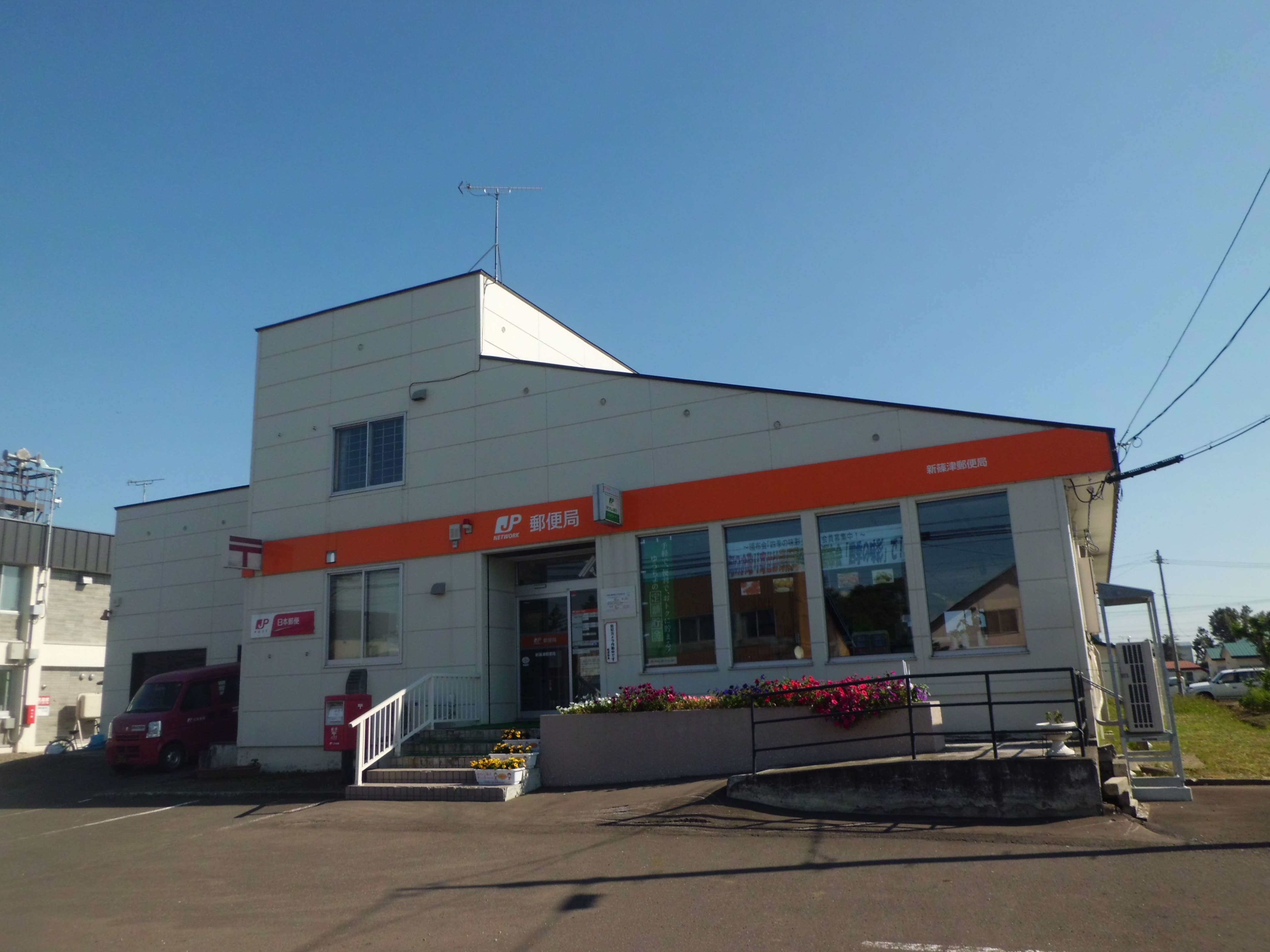
新篠津郵便局

### 警察
本部
- 北海道警察 札幌方面本部

警察署
- 江別警察署

駐在所
- 新篠津駐在所

### 消防
本部
- 石狩北部地区消防事務組合

消防署
- 新篠津消防署（石狩郡新篠津村第46線北12）

### 郵便局
主な郵便局
- 新篠津郵便局（集配局）

## 対外関係

### 姉妹都市・提携都市

#### 国内
提携都市
- 湧別町（北海道 オホーツク総合振興局 紋別郡）
  - 2003年（平成15年）9月29日 - 旧上湧別町と友好都市提携

## 経済
基幹産業は農業（稲作）。

### 第一次産業

#### 農業
農業協同組合
- 新篠津村農業協同組合（JA新しのつ）

### 第三次産業

#### 商業
石狩振興局の自治体ではあるが空知総合振興局の岩見沢市と経済的な結び付きが強く、特に小売業においては岩見沢市の1次商圏（同市での購買率が56％以上）に属するほど。

#### 物流
- ヤマト運輸：札幌主管支店当別センター（当別町）
- 佐川急便：岩見沢営業所（岩見沢市）
- 日本通運：札幌支店札幌自動車事業所（札幌市白石区）

### 金融機関

#### 信用金庫
- 北海道信用金庫：新篠津支店
- JAバンク北海道（北海道信用農業協同組合連合会）JA新しのつ本所

## 教育

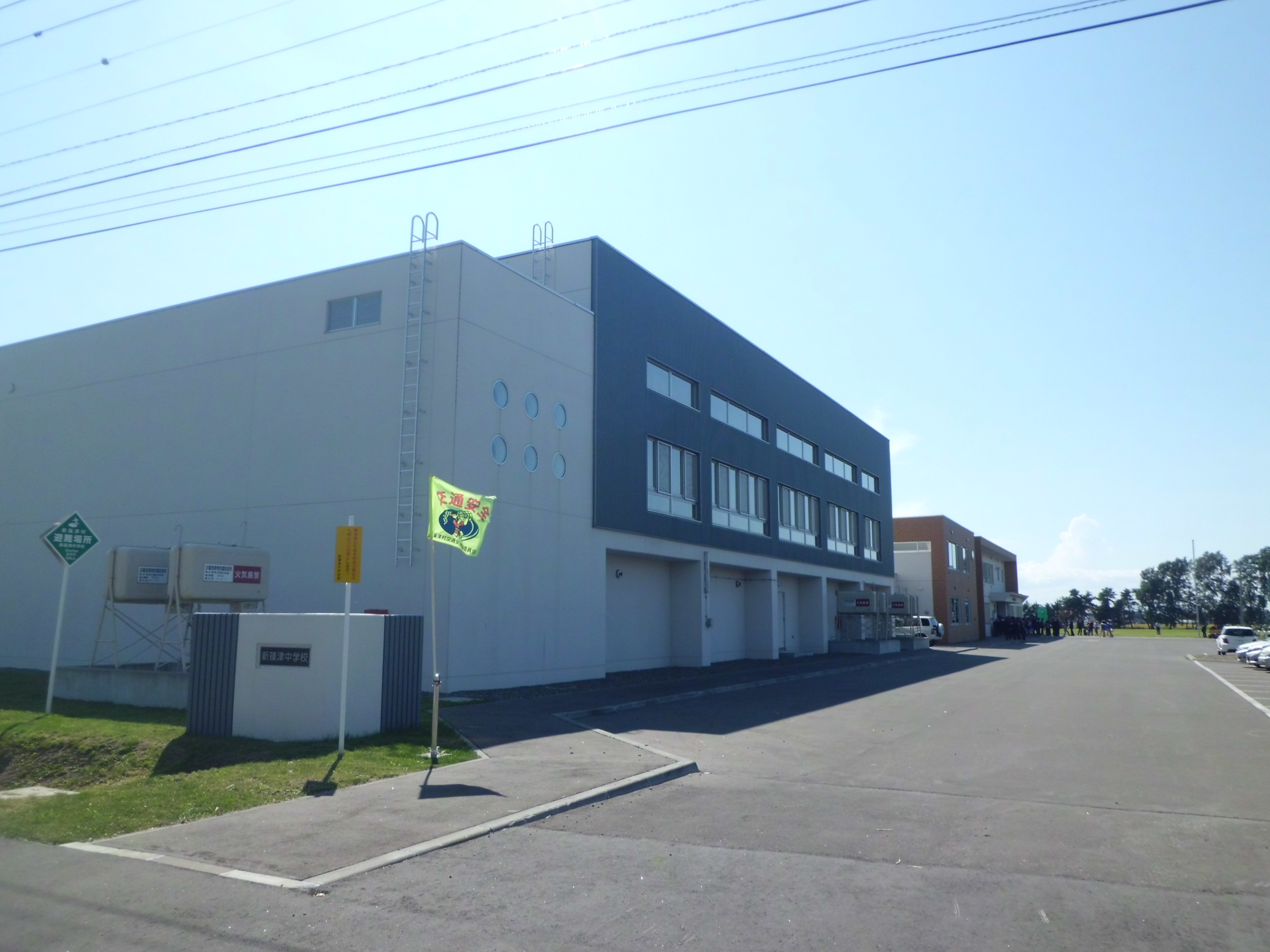
新篠津中学校

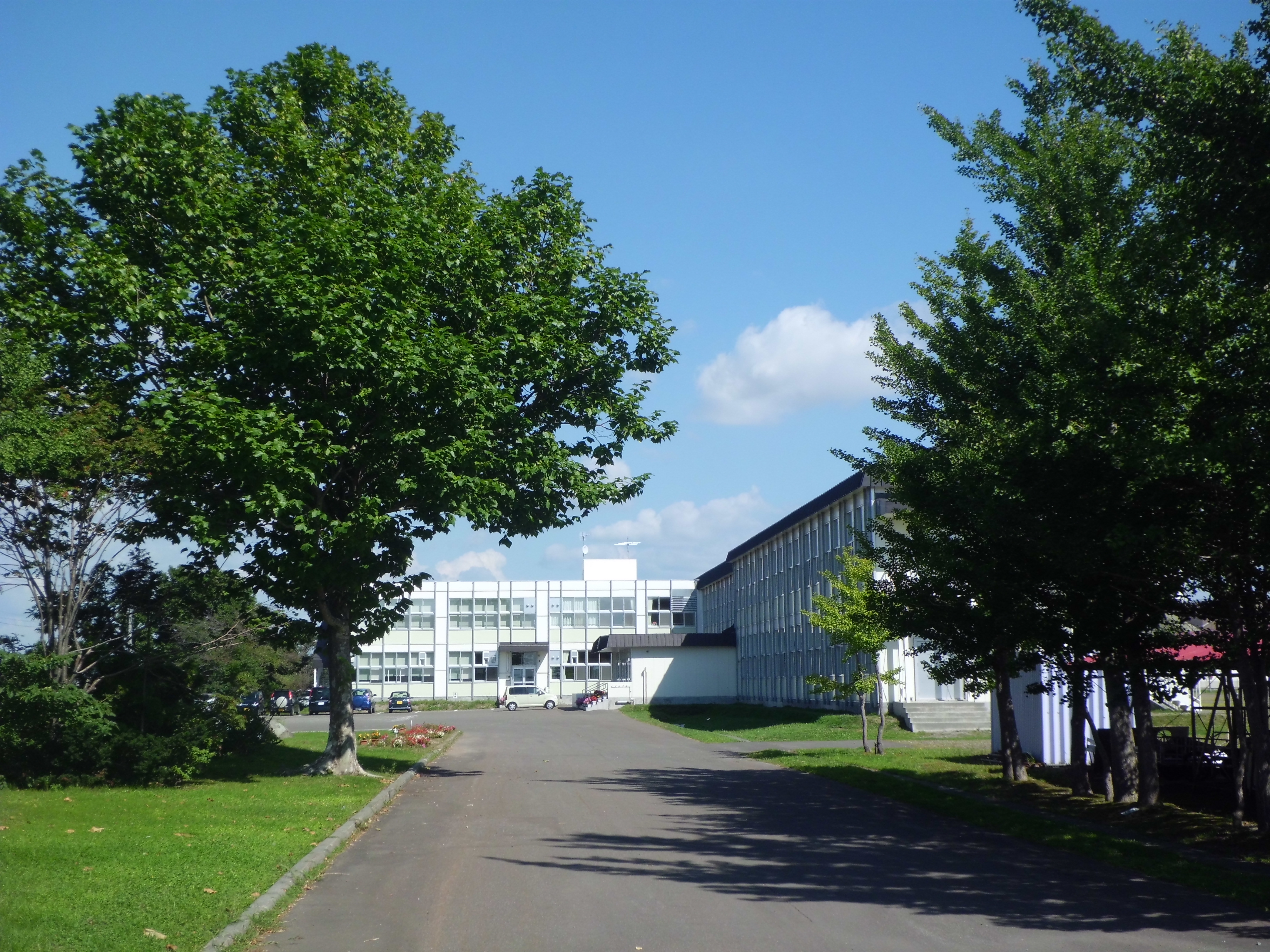
新篠津小学校

### 中学校
村立
- 新篠津村立新篠津中学校

### 小学校
村立
- 新篠津村立新篠津小学校

### 特別支援学校
道立
- 北海道新篠津高等養護学校

## 交通

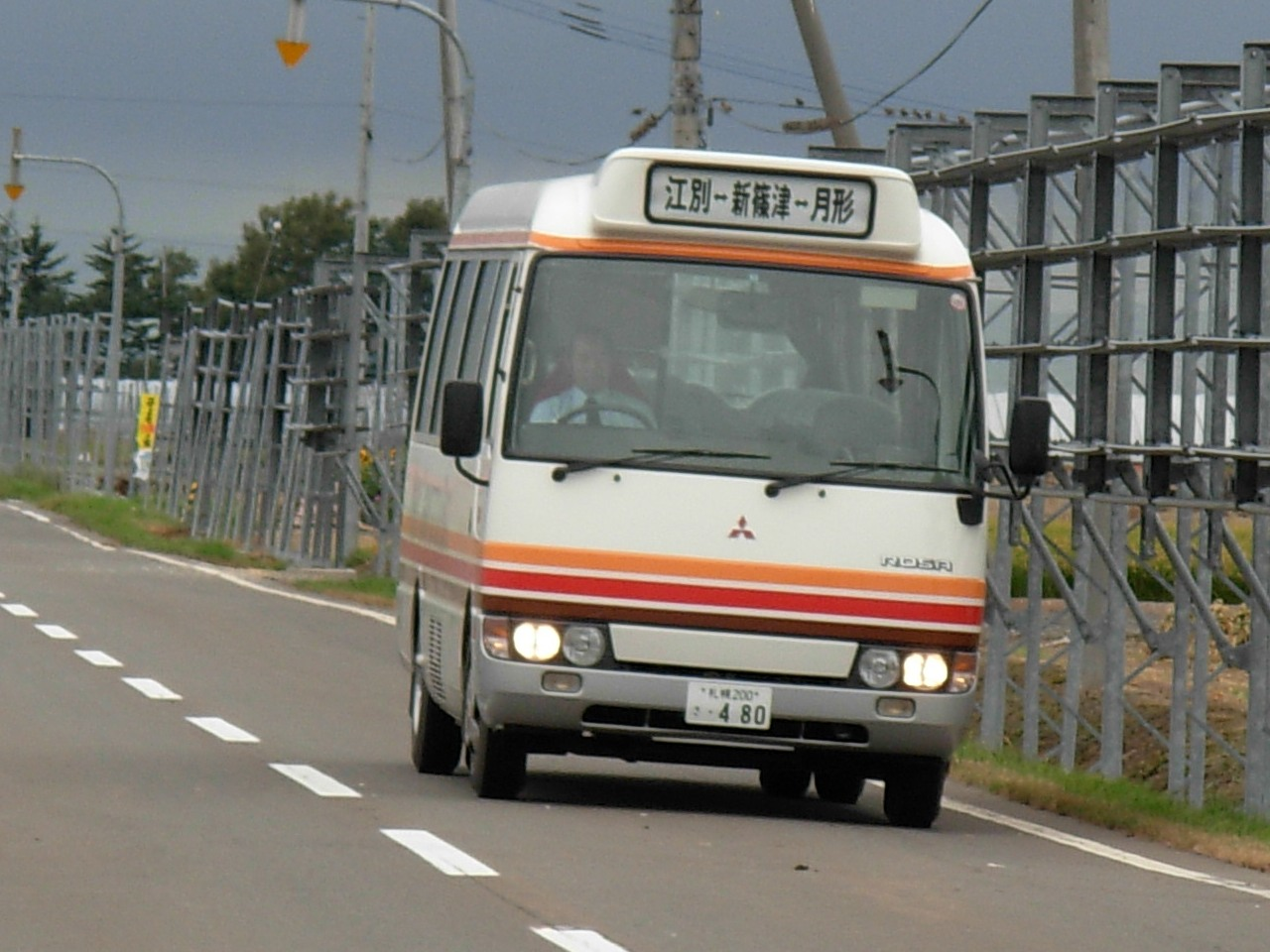
新篠津村営バス

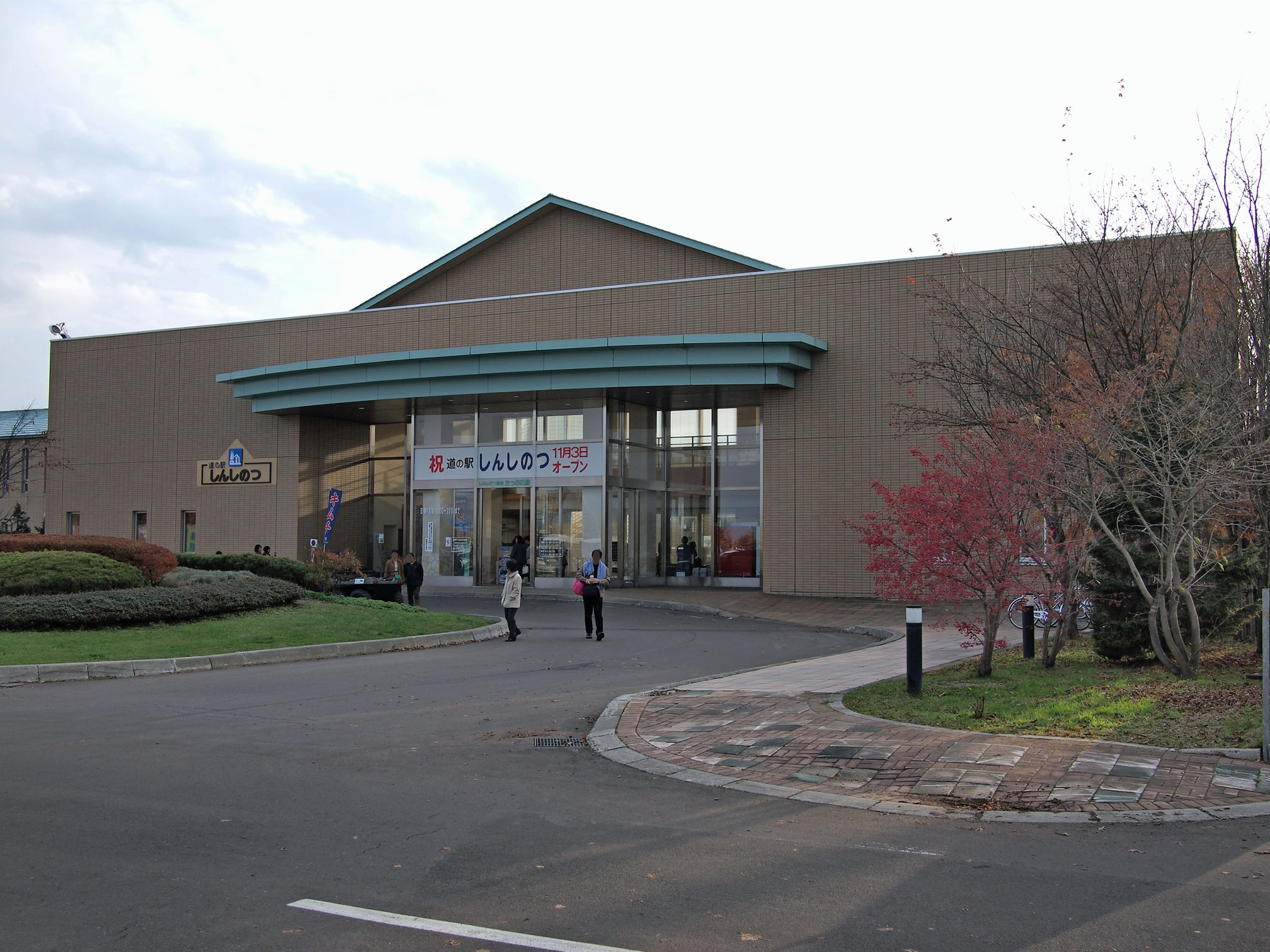
道の駅しんしのつ

### 鉄道

#### 鉄道路線
村内に鉄道路線はない。村東部の最寄り駅は石狩川を渡り約8 km東に進んだところにある函館本線上幌向駅（岩見沢市）、村西部の最寄り駅は札沼線（学園都市線）北海道医療大学駅（当別町）である。かつては町村境に近い石狩金沢駅や本中小屋駅（共に当別町）なども村西部の最寄りであったが、2020年5月7日に廃止された。

### バス

#### 路線バス
- 新篠津村営バス（ニューしのつバス）※北海道中央バス廃止代替
- 新篠津交通 ※JR北海道バス廃止代替

### タクシー
当別圏エリア
- タクシー会社
  - 新篠津自動車工業（新篠津ハイヤー）

### 道路

#### 国道
- なし（ただし、村域の北西約100m先の当別町域に国道275号がある。）

#### 道道
- - 北海道道81号岩見沢石狩線
  - 北海道道139号江別奈井江線
  - 北海道道751号新篠津金沢線
  - 北海道道887号中原金沢線
  - 北海道道1121号月形幌向線

### 道の駅
- 道の駅しんしのつ

## 観光

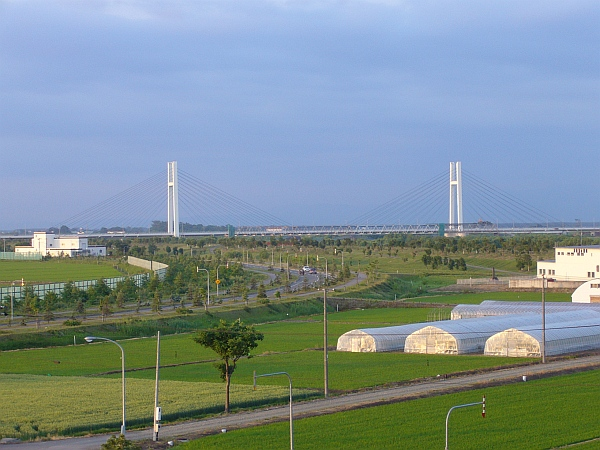
たっぷ大橋

### 名所・旧跡
- たっぷ大橋

### 観光スポット
- しんしのつ温泉たっぷの湯
- しのつ公園
- ニューしのつゴルフ場
- 新篠津グライダー滑空場
- ふれあい公園星座観測場
- しんしのつ天文台

## 文化・名物

### 祭事・催事
- しのつ湖わかさぎ釣り（1月 - 3月）

※ワカサギは網走湖産のものが放流されている
- 新しのつ青空まつり（8月）
- 新篠津天灯（ランタン）祭り（2月）

## 出身関連著名人
- 尾形回帰 - ロックバンドHEREのボーカル
- 武田将幸 - ロックバンドHEREのギタリスト
- 西井慶太 - ロックバンドHEREの元ベーシスト、現インビシブルマンズデスベッドのベーシスト
- 谷口いくみ - タレント
- 北川尚弥 - 俳優

## 参考資料
- 『新篠津村史』石狩郡新篠津村役場、1975年9月1日。
- 『篠津屯田兵村史』国書刊行会、1982年8月。